# Степеневий ряд розв'язку диференціального рівняння
Метод степеневого ряду використовується для пошуку розв'язку у вигляді степеневого ряду диференціального рівняння. В загальному, цей підхід розглядає степеневий ряд з невідомими коефіцієнтами і підставляє його в диференціальне рівняння, щоб знайти рекурентне співвідношення для коефіцієнтів.

## Метод
Розглянемо лінійне диференціальне рівняння другого порядку
{\displaystyle a_{2}(z)f''(z)+a_{1}(z)f'(z)+a_{0}(z)f(z)=0.\;\!}
Припустимо, що a2 не нуль для всіх z. Тоді ми можемо поділити і отримати
{\displaystyle f''+{a_{1}(z) \over a_{2}(z)}f'+{a_{0}(z) \over a_{2}(z)}f=0.}
Припустимо також, що a1/a2 і a0/a2 — це аналітичні функції.
Метод степеневого ряду потребує побудови степеневого ряду розв'язку
{\displaystyle f=\sum _{k=0}^{\infty }A_{k}z^{k}.}
Якщо a2 обертається в нуль для деякого z, тоді можна викоритсати метод Фробеніуса, видозміна цього методу, для знаходження розв'язку поблизу сингулярностей. Метод також працює для рівнянь більш високого порядку або систем.

## Приклад використання
Давайте розглянемо Ермітове диференціальне рівняння,
{\displaystyle f''-2zf'+\lambda f=0;\;\lambda =1}
Ми можемо спробувати побудувати ряд розв'язку
{\displaystyle f=\sum _{k=0}^{\infty }A_{k}z^{k}}
{\displaystyle f'=\sum _{k=1}^{\infty }kA_{k}z^{k-1}}
{\displaystyle f''=\sum _{k=2}^{\infty }k(k-1)A_{k}z^{k-2}}
Підставляючи це в диференціальне рівняння
{\displaystyle {\begin{aligned}&{}\quad \sum _{k=2}^{\infty }k(k-1)A_{k}z^{k-2}-2z\sum _{k=1}^{\infty }kA_{k}z^{k-1}+\sum _{k=0}^{\infty }A_{k}z^{k}=0\\&=\sum _{k=2}^{\infty }k(k-1)A_{k}z^{k-2}-\sum _{k=1}^{\infty }2kA_{k}z^{k}+\sum _{k=0}^{\infty }A_{k}z^{k}\end{aligned}}}
Зсуваючи перший доданок
{\displaystyle {\begin{aligned}&=\sum _{k=0}^{\infty }(k+2)(k+1)A_{k+2}z^{k}-\sum _{k=1}^{\infty }2kA_{k}z^{k}+\sum _{k=0}^{\infty }A_{k}z^{k}\\&=2A_{2}+\sum _{k=1}^{\infty }(k+2)(k+1)A_{k+2}z^{k}-\sum _{k=1}^{\infty }2kA_{k}z^{k}+A_{0}+\sum _{k=1}^{\infty }A_{k}z^{k}\\&=2A_{2}+A_{0}+\sum _{k=1}^{\infty }\left((k+2)(k+1)A_{k+2}+(-2k+1)A_{k}\right)z^{k}\end{aligned}}}
Якщо цей ряд є розв'язком, тоді всі ці коецфіцієнти дорівнюють нулю, отже для k=0 і k>0:
{\displaystyle (k+2)(k+1)A_{k+2}+(-2k+1)A_{k}=0\;\!}
З цього ми можемо отримати рекурентне співвідношення для Ak+2.
{\displaystyle (k+2)(k+1)A_{k+2}=-(-2k+1)A_{k}\;\!}
{\displaystyle A_{k+2}={(2k-1) \over (k+2)(k+1)}A_{k}\;\!}
Тепер маємо
{\displaystyle A_{2}={-1 \over (2)(1)}A_{0}={-1 \over 2}A_{0},\,A_{3}={1 \over (3)(2)}A_{1}={1 \over 6}A_{1}}
Ми можемо знайти A0 і A1 якщо нам задані початкові умови, тобто якщо ми маємо задачу Коші.
Отже, маємо
{\displaystyle {\begin{aligned}A_{4}&={1 \over 4}A_{2}=\left({1 \over 4}\right)\left({-1 \over 2}\right)A_{0}={-1 \over 8}A_{0}\\[8pt]A_{5}&={1 \over 4}A_{3}=\left({1 \over 4}\right)\left({1 \over 6}\right)A_{1}={1 \over 24}A_{1}\\[8pt]A_{6}&={7 \over 30}A_{4}=\left({7 \over 30}\right)\left({-1 \over 8}\right)A_{0}={-7 \over 240}A_{0}\\[8pt]A_{7}&={3 \over 14}A_{5}=\left({3 \over 14}\right)\left({1 \over 24}\right)A_{1}={1 \over 112}A_{1}\end{aligned}}}
і ряд розв'язку такий
{\displaystyle {\begin{aligned}f&=A_{0}z^{0}+A_{1}z^{1}+A_{2}z^{2}+A_{3}z^{3}+A_{4}z^{4}+A_{5}z^{5}+A_{6}z^{6}+A_{7}z^{7}+\cdots \\[8pt]&=A_{0}z^{0}+A_{1}z^{1}+{-1 \over 2}A_{0}z^{2}+{1 \over 6}A_{1}z^{3}+{-1 \over 8}A_{0}z^{4}+{1 \over 24}A_{1}z^{5}+{-7 \over 240}A_{0}z^{6}+{1 \over 112}A_{1}z^{7}+\cdots \\[8pt]&=A_{0}z^{0}+{-1 \over 2}A_{0}z^{2}+{-1 \over 8}A_{0}z^{4}+{-7 \over 240}A_{0}z^{6}+A_{1}z+{1 \over 6}A_{1}z^{3}+{1 \over 24}A_{1}z^{5}+{1 \over 112}A_{1}z^{7}+\cdots \end{aligned}}}
ми можемо розбити у суму двох лінійно незалежних рядів:
{\displaystyle f=A_{0}\left(1+{-1 \over 2}z^{2}+{-1 \over 8}z^{4}+{-7 \over 240}z^{6}+\cdots \right)+A_{1}\left(z+{1 \over 6}z^{3}+{1 \over 24}z^{5}+{1 \over 112}z^{7}+\cdots \right)}
які можна спростити за допомогою гіпергеометричного ряду.